# Tesoro de la Lengua Guaraní
Tesoro de la lengua guaraní é um dicionário bilíngue guarani-espanhol escrito em 1639 pelo jesuíta peruano Antonio Ruiz de Montoya.
Foi o primeiro dicionário guarani-espanhol. Ele fornece exemplos do uso das palavras em contexto.